# Свалка в станице Полтавской
Свалка в станице Полтавской — мусорный полигон, расположенный в 600 метрах от станицы Полтавской Красноармейского района Краснодарского края России. Свалка была создана в 1992 году. На сегодняшний день сюда свозят отходы из Красноармейского, Крымского и Славянского районов. Получила широкое распространение в СМИ из-за обеспокоенности местных жителей возможными проблемами со здоровьем, экологией, а также нанесением вреда сельскому хозяйству. Отличие полигона от других в том, что он находится в окружении рисовых полей, где выращивается 40 % отечественного риса. По границе участка проходит оросительный канал, содержимое этих каналов сливается в реку Протоку, откуда попадает в Азовское море. Вода поступает в рисовые чеки. На Прямой линии с В.В. Путиным в декабре 2023 года глава Краснодарского края сообщил, что свалка будет закрыта и рекультивирована.

## История и причины конфликта
Полигон появился стихийно в 1992 году. Изначально свалку проектировали только для жителей Красноармейского района. Расширение произошло после избрания в 2011 году главой Красноармейского района Юрия Васина. В 2012 было создано ООО МП «ЖКХ». Среди учредителей были Владимир Васин — родной брат главы, Наталья Вакуленко — дочь главы, Раиса Шевчук. В 2013 году районная администрация заключила с этой компанией договор аренды четырёх земельных участков для размещения отходов, срок аренды — 49 лет. Госконтракты на вывоз мусора получило ООО «Лотос 2010», директором и учредителем которого является также Владимир Васин. Частное предприятие «ЖКХ» заключило договоры на поставку мусора из соседних районов. Полигон был для этого не приспособлен: не имел водоупорных слоёв и специальных подложек, находился прямо среди рисовых чеков, а подвоз мусора осуществлялся круглосуточно прямо по станичным улицам. В реестре особо опасных объектов были изменены координаты полигона.
По жалобам жителей Росприроднадзор 16 раз выявлял нарушения в работе полигона. Первые нарушения здесь были выявлены уже через год после расширения — в 2014 году. Об этом говорится в официальном документе прокуратуры Краснодарского края. Поводом для проверки послужило обращение жительницы, указывающие, что из-за нарушения требований и норм эксплуатации полигона жители станицы вынуждены употреблять воду ненадлежащего качества. Прокурор Красноармейского района обязал ООО МП «ЖКХ» устранить выявленные нарушения. В отношении же виновных должны были возбудить дела об административных правонарушениях и взять дело на контроль. Но этого не произошло.

### 2020 год
В 2020 году на территории, прилегающей к объекту, обнаружили захоронение бытового и строительного мусора. Специалисты установили факты химического загрязнения поверхностного слоя земли и перекрытия почвы искусственным настилом. По данным экспертов Россельхознадзора, концентрация вредных веществ в донных отложениях каналов вокруг полигона растёт. Неконтролируемые объёмы твёрдых бытовых отходов, которые оказываются недалеко от жилых домов, могут привести к серьёзным проблемам со здоровьем, предупреждает врач-отоларинголог Ирина Осина.
В 2020 году по результатам лабораторных исследований ФГБУ «ЦЛАТИ по ЮФО» здесь было выявлено превышение предельно допустимой концентрации веществ в почве. Ртути в земле было обнаружено 67 мг/кг (при норме в ПДК 2,1). Данный показатель был превышен в 32 раза, мышьяк — в 2 раза.

### 2021 год
В 2021 году владельцем МП «ЖКХ» и полигона стал Александр Марков, который также руководит подмосковной фирмой ООО «Галеон».
В этом же году появились новости про расширение полигона под мусор из Туапсинского района и Сочи. От идеи расширения свалки отказались из-за недовольства местных жителей, которые составили петицию и собрали пять тысяч подписей. После этого вместо просьб «навести порядок» местные жители стали требовать полной ликвидации полигона. Помимо беспокойств о вреде экологии и сельхозхозяйству, они также жалуются на едких запах. Особенно те, кто живёт рядом с полигоном.
10 декабря инициативная группа из числа депутатов провела мониторинг движения потоков транспорта. Насчитали 61 автомобиль, что в два раза превышает их количество, заявленное на сайте ТЭК и ЖКХ.
В декабре 2021 года в станице Полтавской задержали журналиста Глеба Пьяных, который приехал снимать сюжет о мусорном полигоне на сельхозземлях.

### 2022 год
В 2022 году жители Полтавской брали пробы воды из канала, проходящего по западной стороне полигона, рядом с рисовыми полями. Результат показал: содержание аммиака — в 4,9 раза выше нормы, фенолов — в 5 раз, бромид-иона — в 20,5 раза, йодид-ионов — в 6,7 раза, свинца — в 1,8 раза. Так же выяснилось, что помимо химического заражения вода подвергается и бактериологическому: в воде сбросного канала было обнаружено большое количество обобщённых колиформных бактерий, свидетельствующих о фекальном заражении.
В феврале жители Красноармейского района пожаловались на мор рыбы в каналах рисовых чеков, которые находятся недалеко от свалки. Власти района сообщили, что рыба могла погибнуть из-за недостатка кислорода в воде.
В мае сотрудники полиции забрали в участок пенсионерку Людмилу Гришкову, которая пожаловалась в прокуратуру на незаконную свалку. Дом женщины расположен в 600 метрах от полигона.
В июне жители пожаловались на свалку в администрацию президента. В жалобе фигурировали не только проблема с полигоном ТКО, но и иные вопросы, связанные с коррупцией в районе.
11 августа инвалид-колясочник Юрий Трубачев перекрыл дорогу мусоровозам. В руках мужчина держал плакат с надписью: «Остановите мусорный геноцид». До этого мужчина проводил одиночные пикеты возле администрации Красноармейского района в Полтавской и администрации Краснодарского края в Краснодаре. Сотрудники администрации вызвали полицию.
Позже на проблему обратил внимание Росприроднадзор. Летом на полигоне прошло несколько проверок. Одна из них показала, что предприятие осуществляет деятельность без нормативов образования отходов и лимитов на их размещение. Светлана Радионова сообщила, что специалисты взяли пробы воды по периметру полигона и неподалеку от него. Но анализ показал, что свалка не влияет на качество воды в оросительной системе рисовых чеков.
5 сентября жители перекрыли мусоровозам дорогу к свалке. К вечеру в очереди скопилось около 20 мусоровозов. Протест жителей прекратили полицейские. В 8 часов вечера, на двенадцатый час протеста, к активистам приехал глава Красноармейского района Юрий Васин. Он пообещал подать в суд на владельцев мусорного полигона.
5 октября экс-депутат, председатель инициативной группы по закрытию свалки в станице Полтавской и предприниматель Андрей Гаряев покончил с собой. До этого на его предприятие «Камавторесурс» наложили штраф на сумму 32 млн руб. У Гаряева были серьёзные проблемы со здоровьем. По словам его бывшей супруги Натальи Гаряевой, — болезнь обострил стресс. Также предприниматель жаловался на коррупцию в районе и давление на бизнес. После смерти мужчины штраф на предприятие отменили.
В ноябре лидера движения «Полтавская против свалки» Наталью Гаряеву и её мужа Вадима Мотовилова попытались задержать и доставить в суд по административному делу за митинг против свалки.
В сентябре 2022 года администрация Красноармейского района подала в Арбитражный суд Краснодарского края иск с требованием обязать регоператора закрыть полигон ТКО в станице Полтавской. Глава района Юрий Васин заявил, что к данному решению муниципалитет подтолкнули «многочисленные обращения граждан». Ответчиком по делу выступало ООО МП «ЖКХ», которое занимается эксплуатацией мусорного полигона. В своём заявлении администрация указывала, что деятельность ведётся с существенными нарушениями требований природоохранного законодательства, санитарного законодательства, а также законодательства о недрах РФ.
В октябре 2022 Красноармейский краевой суд не закрыл, но признал нарушения в работе мусорного полигона в станице Полтавской. Суд обязал регоператора ООО МП «ЖКХ» устранить нарушения при эксплуатации полигона твёрдых коммунальных отходов и модернизировать процессы очистки. Это решение ООО МП «ЖКХ» попыталось обжаловать в Краснодарском краевом суде на заседании 23 января 2023 года.

### 2023 год
10 января 2023 года Кубанский арбитраж отказал в иске администрации Красноармейского района. Представители третьих лиц — краевая прокуратура, Росприроднадзор, а также министерство ТЭК и ЖКХ края выступили против удовлетворения иска. Суд счёл, что остаточная вместимость свалки составляет более 903 тыс. тонн. Председатель Общественного совета по закрытию Полтавского мусорного полигона Наталья Гаряева считает, что, даже если полигон не угрожает рисовым полям, почва в округе пропитывается и заражается.
23 января Краснодарский краевой суд оставил без изменений определение Красноармейского районного суда, по которому владельцы мусорной свалки должны устранить нарушения, выявленные прокуратурой. По иску прокурора района суд обязал ООО МП «ЖКХ» обеспечить полигон системой отвода биогаза, разместить на нём дренажную систему и локальные очистные сооружения, а также разработать нормативы образования отходов и лимиты на их размещение, обеспечить технологический цикл по изоляции отходов и устранить другие нарушения. 7 июля судья Кравченко (ранее выносила решение) принимает определение, которое даёт право владельцам полигона до января 2026 года не исполнять решение суда.
В прямом эфире телеканала «Кубань 24» губернатор Краснодарского края Вениамин Кондратьев выступил против закрытия полигона, сказав, что инвестор вложил 50 млн руб в его реконструкцию и дальнейшем планируются дополнительные инвестиции для создания полноценного комплекса с переработкой. Сам полигон, по словам губернатора, заполнен лишь на 40 %. По словам Кондратьева, надо требовать, чтобы дорога к свалке не пролегала через станицу, тело полигона не прирастало в сторону Полтавской, а запах отсутствовал. Речь о закрытии мусорного полигона в станице Полтавской может идти только в том случае, если инвестор не будет соблюдать экологические требования и качественно эксплуатировать объект, сказал Вениамин Кондратьев.
Вениамин Кондратьев:

«Два года назад там появился инвестор, который вложил более 50 млн руб. в реконструкцию этого полигона. Столько лет спокойно жили, а теперь заявляют о том, что не хотят рядом с ним жить. Когда инвестор приобретал полигон, он уже 30 лет существовал. Это же бизнес. И какой после этого инвестор будет связываться с краем».
— 2023
В январе приезжий из Томска написал заявление в полицию, обвинив Наталью Гаряеву в подготовке убийства главы Красноармейского района Юрия Васина и подрыв моста, ведущего на свалку. По словам мужчины, она предложила ему 350 тыс. руб.. Полиция отказалась возбуждать уголовное дело. Её встречный иск о клевете также отклонили.
Наталья Гаряева передала председателю Центрального комитета Коммунистической партии РФ Геннадию Зюганову коллективное обращение от местных жителей, выступающих против функционирования мусорного полигона. И в январе Геннадий Зюганов взял под личный контроль ситуацию со свалкой в Красноармейском районе. Также Геннадий Зюганов вручил Наталье Гаряевой как лидеру движения «Полтавская против свалки» почётный знак «Слово народу». Признание получили её публикации «Я — станица Полтавская, и у меня рак» и «Свалка в сердце „рисовой системы“».
23 марта активисты снова перекрыли дорогу мусоровозам. Юрий Васин рассказал активистам, что станичные власти разрабатывают альтернативные маршруты вывоза отходов.
В апреле свалку в станице Полтавской посетил эколог Анатолий Баташев в составе следователя и экспертной группы из Центра лабораторного анализа и технических измерений (ЦЛАТИ), которая прибыла на место с целью провести плановую экспертизу воды и грунта на полигоне. Как утверждает эколог, санитарная зона вокруг объекта отсутствует. При этом оросительные каналы, вода которых питает расположенные вокруг рисовые поля, находятся впритык к свалке.
6 апреля силовики разогнали активистов, которые в течение суток блокировали движение мусоровозов через станицу, на участников были составлены протоколы. Также после инцидента с силовиками они обратились в районную больницу, где были диагностированы многочисленные ушибы, травмы рук и ног и гипертонический криз. Жители рассказали, что получили травмы, когда грузовики по указанию полицейского начали движение.
Также стало известно, что администрация Красноармейского района обязала собственника мусорного полигона организовать альтернативный проезд для мусоровозов в объезд станицы. Съезд делают на трассе, ведущей в станицу Чебургольскую. На это предприятие "МП «ЖКХ» Красноармейского района инвестировало более 1,7 млн руб.
Утром 14 апреля к магазинам Натальи Гаряевой и её мужа Вадима Мотовилова пришли сотрудники полиции. В помещениях прошёл обыск.
27 апреля инициативная группа жителей Полтавской предприняла попытку добиться личной встречи с губернатором. На арендованном автобусе в Краснодар отправились 25 человек, делегированных жителями станицы. В станице Ивановской автобус остановили сотрудники полиции и устроили досмотр, обвиняя станичников в попытке организовать несанкционированный митинг. Во время составления протокола водителю автобуса стало плохо. В это время другая часть пассажиров отправилась пешком по трассе в сторону Краснодара.
Губернатор Кубани Вениамин Кондратьев не встретился с противниками свалки, в связи с этим активисты пожаловались Владимиру Путину.
«А все жалобы по данной ситуации упорно пересылаются на рассмотрение тех должностных лиц, на которых мы жалуемся» — говорит лидер движения «Полтавская против свалки» Наталья Гаряева.
10 мая стало известно, что председатель Следственного комитета России Александр Бастрыкин взял на контроль дело о состоянии свалки в станице.
26 мая группа экологических активистов вышла на мост, ведущий на свалку, с требованием провести встречу с губернатором Краснодарского края, который полугодом ранее давал обещания по поводу эксплуатации полигона, не выполненные на сегодняшний день. В результате к людям приехали сотрудники полиции, которые стали жёстко задерживать кубанцев — заламывали руки и заталкивали в автозаки. После этого всех увезли в местное ОВД, где продержали до конца дня без воды, еды и возможности сесть. Женщины в возрасте сидели на полу, на ступеньках лестничного марша. Всем были выписаны штрафы по статье 19.3 КоАП РФ (неповиновение сотрудникам полиции). В июне стало известно, что мусорный полигон будут расширять. В приказе об утверждении территориальной схемы сказано, что планируется реконструкция полигона — строительство двух новых карт площадью 14,38 га, мощностью 470 тыс. тонн в год. Работы запланированы на 2024 год. Также хотят реконструировать мусоросортировочный комплекс. Объём инвестиций составил 2,5 млрд рублей.
В июле глава СУ СКР по Краснодарскому краю Андрей Маслов сообщил, что экспертиза не выявила экологических угроз от мусорного полигона.
20 июля 2023 жители станицы записали обращение к Александру Лукашенко и попросили его рассказать президенту России Владимиру Путину о свалке, отравляющей воду на их полях. Они также отправили президенту Белоруссии письменное обращение.
26 июля по подозрению в совершении административного правонарушения был задержан Сергей Сальников — один из активистов против мусорной свалки.
Партия «Зелёная альтернатива» призвала не покупать кубанский рис в целях безопасности.
29 августа участники российской агрессии против Украины записали видеообращение к президенту Владимиру Путину, генпрокурору Игорю Краснову и руководителю СК Александру Бастрыкину с просьбой закрыть мусорный полигон, мотивируя это тем, что пока они «защищают интересы страны», на их малой Родине погибают женщины, старики и дети от ядовитой свалки.
В начале сентября председатель ассоциации «Народного рисового союза» Игорь Лобач обратился в славянский районный Следком с просьбой провести проверку публикаций в отношении производителей кубанского риса. Он считает, что активисты и СМИ распространяют ложную информацию о качестве риса. Рисовод отмечает, что авторы порочащих материалов в интернете умолчали о результатах исследования Славянской зональной ветлаборатории. В октябре 2022 года экспертиза показала, что вода из ближайших сбросных каналов к полигону ТБО не используется для полива риса.

«Наши действия направлены на защиту кубанского риса, но никак не направлены против экологов, которые пытаются сделать, чтобы мусорный полигон в станице Полтавской работал в правовом режиме».— Исполнительный директор «Народного рисового союза» Михаил Радченко
Радченко сообщил, что химический состав воды, поступающей из сбросного канала близ свалки, контролируют Росприродназдор и прокуратура. Пользователем этого канала является «Кубаньмелиоводхоз». Ежемесячно берутся пробы и анализы данной воды. 
4 сентября жители станицы Полтавской записали обращение к президенту России и попросили его заставить губернатора Краснодарского края Вениамина Кондратьева встретиться с людьми по вопросу мусорного полигона. Обращение станичников к Путину, опубликованное на YouTube-канале ( Видеоролик), набрало миллион просмотров за 48 часов. По словам жителей, в станице слышен запах химии и ухудшается качество воды; людям, которые живут в красной зоне, становится хуже; а в станице сложилось «устойчивое ОПГ», которое возглавляет глава района Юрий Васин. 
14 сентября губернатор Кубани Вениамин Кондратьев приехал в станицу Полтавскую и посетил мусорную свалку. Он сказал, что необходимо провести государственную экспертизу и установить, наносит ли полигон вред окружающей среде. Он пообещал обратиться к руководителю краевого Роспотребнадзора Марии Потемкиной с просьбой проверить качество воздуха, воды и грунта.
Вениамин Кондратьев:

Понимаю переживания людей — их волнует близость полигона к станице, его возможное расширение в сторону населённого пункта. Моя позиция остаётся прежней — принципиально важно, чтобы тело полигона не приближалось к станице Полтавской. Этого мы не допустим. — 2023
15 сентября «Новая газета Кубани» назвала активистов «крикунами» и «фанатиками», думающими лишь о «хайпе» и политическом давлении. Общение людей с губернатором назвали «бессмысленной тратой времени», а их рассказ Вениамину Кондратьеву о проблемах станицы, вызванных полигоном, «минутой славы и возможностью хайпануть».
22 сентября губернатор провёл совещание по вопросам перспектив переработки мусора в регионе. Участие в совещании приняли организации, которые занимаются утилизацией отходов, и председатель общественного совета Полтавской, активистка Наталья Гаряева. «Предлагаемые пути переработки мусора позволят в течение двух-трёх лет ликвидировать свалку», — говорит Гаряева.

## Публикации в СМИ
- Любовь Ярмош - «Надо разгребать этот мусор!» «Правда» №57 (31260) 31 мая — 1 июня 2022 года.
- Татьяна Павловская - «Почему Кубань постоянно сотрясают мусорные скандалы» «Российская газета» №181(8829) 16 августа 2022 года.
- «По нормам несоответствия?» «Правда» №93 (31296) 25 августа 2022 года.
- «Станица против полигона» «Советская Россия» 20 сентября 2022 года.
- «Свалка в «сердце» рисовой системы» «Советская Россия» 6 октября 2022 года.
- Любовь Ярмош - «Без просвета» «Правда» №114 (31317) 13 октября 2022 года.
- «Я – станица Полтавская, и у меня рак» «Советская Россия» 10 ноября 2022 года.
- Валентин Чикин - «Лауреаты Премии газеты Советская Россия «Слово к народу» 2022 г.» «Советская Россия» 29 декабря 2022 года.
- Арден Аркман - «Полтавская: драма без эпилога» «Советская Россия» 1 марта 2023 года.
- Любовь Ярмош - «Станичники не отступают» «Правда» №25 (31374) 17—20 марта 2023 года.
- Любовь Ярмош - «Утро начинается с протеста» «Правда» №30 (31379) 30 марта 2023 года.
- «Битва под Полтавской не окончена» «Советская Россия» 12 мая 2023 года.
- Любовь Ярмош - «Станичники перекрыли дорогу» «Правда» №64 (31413) 23—26 июня 2023 года.
- Любовь Ярмош - «Выходите, хватит прятаться!» «Правда» №81 (31430) 3 августа 2023 года.
- «Кажется, губернатора убедили…» «Советская Россия» 18 сентября 2023 года.
- «В суд – не вставая с кресла» «Советская Россия» 29 сентября 2023 года.